# Circolo Sportivo Internazionale San Borja
El Internazionale o conocido comúnmente como Inter de San Borja fue un club peruano de fútbol, jugando en el distrito de San Borja, Perú . El club se fundó el 24 de mayo de 1986 al comprarle la categoría al Cantolao. Campeona la Segunda Profesional Metropolitana de 1986 y clasifica a la Intermedia A. Seguidamente el club logra el ascenso a la Primera Profesional Metropolitana de 1987. El club pierde la categoría en la Primera Profesional Metropolitana de 1991 En la actualidad se encuentra desafiliado. No obstante, en algunos años ha participado en campeonatos de fútbol máster (conformado por exjugadores de diferentes temporadas)  organizado por otros equipos de la capital

## Historia
Empezó a jugar en la Segunda División desde 1986, ya que la Academia Cantolao (que llegó a la finalísima de la Copa Perú 1982 quedando tercero y fue invitado a la Segunda Profesional en 1983) prefirió concentrarse en sus negocios ejes como academia de menores y le vendió la categoría en 1986, de esta manera Galantino Gallo (quien mudó la sede a Breña) le modificó de nombre inicialmente a Internacional Cantolao, luego cambió a Circolo Sportivo Internazionale.
Con esa denominación, Internazionale obtuvo el Torneo de la Segunda Profesional Metropolitana de 1986, clasificando a la Intermedia A. Luego en la Intermedia A Metropolitana, el club logra ser primer puesto de la liguilla y consigue su ascenso a la Primera Profesional Metropolitana 1987. 
En ese mismo lapso de tiempo, el club se muda de sede a San Borja hasta 1991.
En la Primera Profesional Metropolitana de 1987 Internationale tuvo una regular campaña, logró posicionarse en el N° 9 puesto. Por lo tanto retornó a la Intermedia A Metropolitana y logró salvar su permanencia. En la Primera División Metropolitana del 1988 quedó último en el Grupo B del Metropolitano por lo que tuvo que jugar un partido extra con Guardia Republicana, en aquel partido terminó empatado 1-1 por lo que se quedó en Primera División al ganar en penales por 7-6. 
En la Primera Profesional Metropolitano de 1989, el Circolo Sportivo Internazionale San Borja logra posicionarse en la séptima posición de ambos regionales metropolitanos y sin comprometerse con el descenso. Ya en la Primera Profesional Metropolitano de 1990 afrontó problemas dirigenciales lo que provocó una seria crisis en el club (perdió tres puntos contra Octavio Espinoza) terminando en la novena y décima posición de ambos regionales metropolitanos.
Finalmente en la Primera Profesional Metropolitano de 1991  (año que bajaron muchos equipos debido al torneo Descentralizado venidero) el equipo azul terminó por descender a la Segunda División del Perú; pero por los problemas económicos y la crisis del club  decidió no participar y desapareció para siempre. Sin embargo, la mayor parte de sus jugadores fueron captados por otros clubes importantes del momento.

## Actualidad
Después de varios años el club retorna el 2015 con la denominación Inter de San Borja (ICSB). Es fundado por antiguos dirigentes y socios del club primario, sin embargo se dedica a la fecha a la formación de categorías inferiores. A su vez viene participando en los campeonatos de menores organizados por la Liga de San Borja. El club modificó su emblema y la indumentaria.
A su vez, los exjugadores del antiguo club participan en partidos de fútbol categoría master organizados por otros equipos de la capital. Además realizan campeonatos internos incluidos fútbol 7, fútbol 8 y fútbol 11.

## Uniforme
- Uniforme titular: Camiseta azul, pantalón azul, medias azules.
- Uniforme alternativo: Camiseta blanca, pantalón azul, medias azules.

### Evolución del uniforme
| 1986-1989 Titular | 1986-1989 Alternativo | 1990-1992 Titular 1 | 1990-1992 Titular 2 | 1990-1992 Alternativo 1 | 1990-1992 Alternativo 2 | 1990-1992 Alternativo 3 |  |

## Estadio
Durante sus encuentros en la Primera y Segunda División, Internationale usaba el Estadio Nacional de Lima como sede. En otros pocos casos el Estadio Alejandro Villanueva.

## Datos del club
- Temporadas en Primera División:  5 (1987-1991).
- Temporadas en Segunda División:  1 (1986, 1992 = N.S.P.).
- Mayor goleada conseguida:
  - En campeonatos nacionales de local:
  - En campeonatos nacionales de visita:
- Mayor goleada recibida:
  - En campeonatos nacionales de local:
  - En campeonatos nacionales de visita:

## Jugadores
| - Ambrocio CD. - José Martínez. - Luis Carmona. - Richard Garrido. - Rigoberto Montoya. | - Carlos Valerio. - Carlos Torres. - Luis Bolívar. - La palma de huacho. - Roberto Aspe. | - Manuel García. - José Gómez Panduro. - José Medina. - Álan Incháustegui. - Alex Pressa. - José Muñoz. | - José Arguedas. - Jaime Jarama. - Juan Saavedra. - Orlando Rosales. - Martín Rodríguez. | - Stefano Lloveras. - Juan Carlos Oblitas. - José Medina. - José Zevallos. - Armando Nestáres. | - Juan Illescas. - Francisco Huerta. - Percy Watson. - Eugenio La Rosa. - Luis Bolívar. | - Carlos Ramírez. - Arturo Ulloa. - Carlos Cancino. - Humberto Valdettaro. - Jorge Talavera. | - Alberto Eugenio. - Alex Presa. - Chuchuca. - José Manrique. - Martín Carrillo. - Juan Carlos Echevarría |

## Entrenadores
- Gustavo Merino (1986)
- Juan José Tan (1987 - 1988)
- Humberto Castillo (1988)
- José Chiarella (1988)
- Percy Rojas (1989)
- Luis Nieri (Int.) (1989)
- Rubén Toribio Díaz (1989)
- Máximo Carrasco (1990)
- Rubén Toribio Díaz (1990)
- Juan José Tan (1990 - 1991)
- Rafael Abelardo Castañeda Castañeda (1991)

## Palmarés

### Torneos nacionales
- Segunda División del Perú (1): 1986.

### Torneos regionales
- Subcampeón de Intermedia A (1): 1987.